# Horace Bénédict Alfred Moquin-Tandon
Christian Horace Bénédict Alfred Moquin-Tandon (Montpellier , 7 de maio de 1804 – Paris, 15 de abril de 1863) foi um botânico, médico e escritor francês.
Foi professor de Zoologia en Marselha de 1829 a 1833, quando assume como professor de Botânica e diretor do Jardim botânico de Toulouse. Em 1850, é enviado pelo governo francês a Córsega para estudar a flora local. Em 1853, foi para Paris, tornando-se mais tarde diretor do Jardin des Plantes e da Académie des Sciences.
Uma de suas especialidades foi o estudo da família botânica Amaranthaceae.
Seus textos incluem L'Histoire Naturelle des Iles Canaries (1835-44), em coautoria com Philip Barker Webb e Sabin Berthelot.

## Algumas publicações
- Mémoires sur l'oologie, ou sur les œufs des animaux. París, 1824
- Essai sur les dédoublements ou multiplications d'organes dans les végétaux. Montpellier, 1826
- Monographie de la famille des Hirudinées. Gabon, París, 1827
- Con Philip Barker Webb (1793-1854) & Sabin Berthelot. 1794-1880. Histoire naturelle des îles Canaries. París, 1836-1844
- Chenopodearum monographica enumeratio. P.-J. Loss, París, 1840
- Moquin-Tandon dirige la partición en dos vols. de Las Flors del gay saber... Toulouse, 1841
- Éléments de tératologie végétale, ou Histoire abrégée des anomalies de l'organisation dans les végétaux. P.-J. Loss, París, 1841. — Obra traducida al alemán por Johannes Conrad Schauer (1813-1848), Pflanzen-Teratologie, Lehre von dem regelwidrigen Wachsen und Bilden der Pflanzen. Haude et Spener, Berlin, 1842
- Histoire naturelle des mollusques terrestres et fluviatiles de France, contenant des études générales sur leur anatomie et leur physiologie et la description particulière des genres, des espèces et des variétés. Tres vols. J.-B. Baillière, París, 1855
- Éléments de zoologie médicale, contenant la description des animaux utiles à la médecine et des espèces nuisibles à l'homme. J.-B. Baillière, París, 1860, reeditado en 1862
- Éléments de botanique médicale, contenant la description des végétaux utiles à la médecine et des espèces nuisibles à l'homme. J.-B. Baillière, París, 1861, reeditado en 1866
- Con el seudónimo Alfred Frédol Le Monde de la mer (impreso en E. Martinet, París, 1863, reeditado por L. Hachette, 1865, y en 1866 y en 1881
- Un naturaliste à Paris. Reeditado en 1999 por Sciences en situation, colección « Sens de l'histoire », 163 pp. ISBN 2-908965-11-9

## Homenagens
O gênero Moquinia da família Asteraceae e o gênero Moquiniella da família Loranthaceae foram nomeados em sua honra.